# Soulaires
Soulaires ist eine französische Gemeinde mit 474 Einwohnern (Stand: 1. Januar 2022) im Département Eure-et-Loir in der Region Centre-Val de Loire. Sie gehört zum Arrondissement Chartres und zum Kanton Épernon. 

## Geographie
Soulaires liegt etwa elf Kilometer nordöstlich von Chartres und etwa 27 Kilometer westsüdwestlich von Rambouillet an der Eure, die die Gemeinde im Nordwesten begrenzt. Umgeben wird Soulaires von den Nachbargemeinden Saint-Piat im Norden, Bailleau-Armenonville im Osten und Nordosten, Coltainville im Süden und Osten sowie Jouy im Westen.

## Bevölkerungsentwicklung
| Jahr                       | 1962 | 1968 | 1975 | 1982 | 1990 | 1999 | 2006 | 2018 |
| Einwohner                  | 212  | 269  | 278  | 289  | 433  | 423  | 427  | 461  |
| Quellen: Cassini und INSEE |      |      |      |      |      |      |      |      |

## Sehenswürdigkeiten
- Kirche Saint-Jacques-et-Saint-Philippe

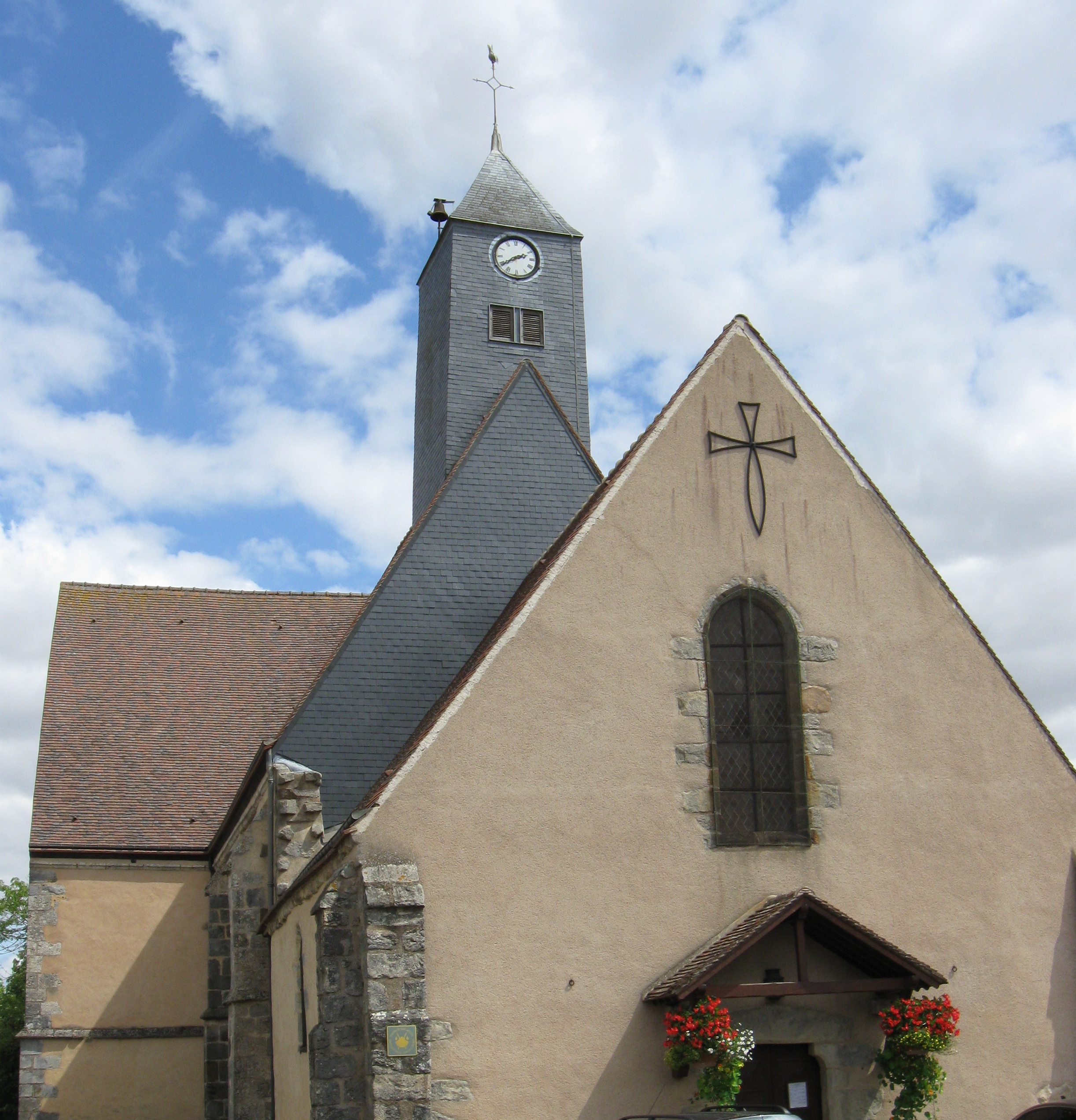
Kirche Saint-Jacques-et-Saint-Philippe